# Інсерція
Інсерція (рос. внедрение, англ. insertion) — хімічні перетворення, при якому двовалентний атом або група (–І–) вклинюється між двома ковалентно зв‘язаними атомами (X–Y) в субстраті з утворенням продукту, в якому ці два атоми стають сполученими з вклиненими атомом або групою.

## Загальний опис
Звичайно поняття стосується перетворень, в яких компоненти Х і Y зв‘язані між собою ординарним зв‘язком, але в розширенні може включати й біінсерції[biinsertions], де кратні зв‘язки задіяні таким чином, що компоненти Х і Y залишаються не зв‘язаними безпосередньо між собою ковалентним зв‘язком, а лише через вклинювану ланку –І–.
Моноінсерції
X–Y →X–I–Y
Назву моноінсерції складають: а) символи курсивом двох роз‘єднуваних атомів субстрату в порядку пониження атомної маси(якщо це обидва вуглеці, то пропускаються), б) назва вклинюваної дивалентної групи; в) суфікс"-інсерція". Приклади:
- а) карбоніл-інсерція або інсерція карбонілу або карбонільна інсерція

Ме3СС6Н4–СМе3 → Ме3СС6Н4–СО–СМе3;
- б) CH-[Етоксикарбоніліміно]-інсерція

(СH3)3C–H →(СH3)3C–N(CO2Et)–H
БіінсерціїБіінсерції називаються аналогічно з такими відмінами: а) сим-воли курсивом беруться в круглі дужки з індексом"2"; б) якщо обидві вклинювані частинки однакові— їх назва супро-водиться префіксом"біс", якщо різні — hозділяються комою, а якщо вони складні — беруться в квадратні дужки і розташовуються за зростанням довжини ланцюга між місцями прилучення або зменшенням атомних номерів елементів на них, в) суфікс"-біінсерція".

Реакція, зворотна до вклинення, називається екструзією.

## Інсерція в органічній хімії
Реакції гомолізу, такі як гомологація ефіру Ковальського  є простими прикладами процесу включення в органічному синтезі. У реакції Арндта-Айстерта   метиленова ланка вставляється в карбоксильний(карбоксил-вуглецевий) зв'язок карбонової кислоти з утворенням наступної кислоти в гомологічному ряду . Organic Syntheses наводить приклад <i id="mwRQ">t</i> -BOC-захищеного ( S ) -фенілаланіну (2-аміно-3-фенілпропанової кислоти), який послідовно реагує з триетиламіном, етилхлорформіатом і діазометаном для отримання α-діазокетону, який потім взаємодіє з трифторацетатом срібла/триетиламіном у водному розчині з утворенням захищеної t -BOC форми ( S )-3-аміно-4-фенілбутанової кислоти.
Механічно  α-діазокетон зазнає перегрупування Вольфа   з утворенням кетену в 1,2-перегрупуванні . Як наслідок, метиленова група α- до карбоксильної групи в продукті є метиленовою групою діазометанового реагенту. Внаслідок експериментів, біло доведено що 1,2-перегрупування зберігає стереохімію хірального центру, оскільки продукт,який був утворени утворений із захищеногї t -BOC форми ( S )-фенілаланіну, зберігає ( S ) стереохімію з фіксованим енантіомерним надлишком у 99%.
З подібним перетворенням також пов'язана реакція Ніренштейна, у якій діазометанметиленова група вставляється у вуглець-хлорний зв’язок хлорангідриду кислоти з утворенням α-хлоркетону. Приклад, опублікований у 1924 році, ілюструє реакцію в системі заміщеного бензоїлхлориду : 
Можливо є дивни те, що α-бромацетофенон є другорядним продуктом, коли цю реакцію проводять з бензоїлбромідом, головним продуктом виявляється є димерний діоксан. Органічні азиди також є прикладом реакції введення в органічному синтезі, і, як і в наведених вище прикладах, перетворення відбуваються з втратою  азоту. Коли тозилазид реагує з норборнадієном, відбувається реакція розширення кільця, в якій атом азоту вставляється в карбон-вуглецевий зв’язок α- до головки ланки: 
Перегрупування Бекмана   є ще одним показовим прикладом реакції розширення кільця, в якій гетероатом вставляється в вуглець-вуглецевий зв'язок. Найважливішим застосуванням цієї реакції є перетворення циклогексанону в його оксим, який потім перегруповується в кислих умовах для отримання ε- капролактаму , вихідної сировини для виробництва нейлону 6 . Річний обсяг виробництва капролактаму перевищує 2 мільярди кілограмів. 
Карбени піддаються як міжмолекулярним, так і внутрішньомолекулярним реакціям включення. Циклопентенові фрагменти можуть бути отримані з досить довголанцюгових кетонів реакцією з триметилсилілдіазометаном, (CH3)3Si–CHN2 :
Тут карбеновий проміжний продукт вставляється в вуглець-водневий зв’язок для утворення вуглець-вуглецевого зв’язку, необхідного для замикання циклопентенового кільця. Включення карбену в вуглець-водневі зв’язки також може відбуватися міжмолекулярно:
Карбеноїди є реакційноздатними проміжними продуктами, які поводяться подібно до карбенів.  Одним із прикладів є карбеноїдний реагент хлоралкіллітію, отриманий на місці з сульфоксиду та t -BuLi, який вставляється в зв’язок вуглець-бор боронового ефіру пінаколу : 
Електропозитивні метали, такі як натрій, калій, магній, цинк тощо, мають здатність вбудовуватися в алкілгалогеніди, розриваючи зв'язок вуглець-галогенід (галогенід може бути хлором, бромом, йодом) і утворюючи зв'язок вуглець-метал.Ця реакція відбувається за механізмом SET (англ. - Single Electron Transfer, укр. - Механізм переносу одного електрона).
Якщо магній реагує з алкілгалогенідом, то утворюється реагент Гріньяра, або якщо з літієм, то утворюється органолітієвий реагент. Саме тому цей тип реакцій приєднання має важливе застосування в хімічному синтезі.

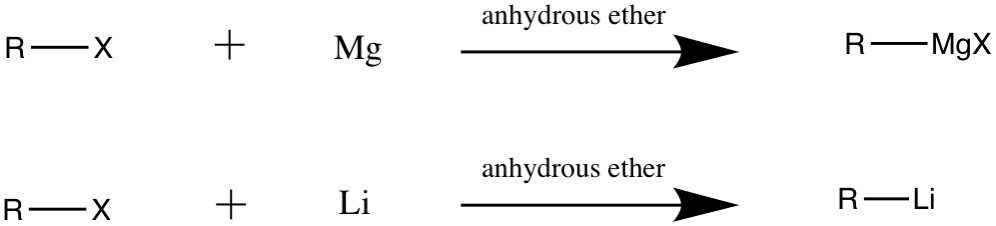

## Інсерція в металоорганічній хімії
Багато реакцій у металоорганічній хімії включають вбудовування одного ліганду (L) у метал-гідридний або метал-алкіл/арильний зв’язок. Зазвичай це гідридна, алкільна або арильна група, яка мігрує на L, який часто є CO, алкеном або алкіном.

### Карбонілювання
Включення монооксиду вуглецю та алкенів у зв’язки метал-вуглець є реакцією, яка широко використовується у  промислових цілях.  

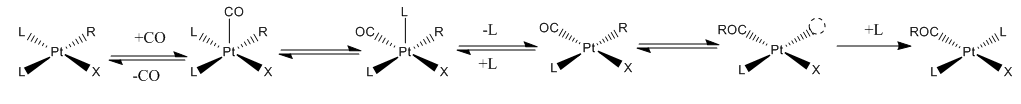
Нуклеофільна вставка та перегрупування квадратного планарного комплексу

Такі реакції залежать від звичайних параметрів, які впливають на інші реакції в координаційній хімії, але стеричний ефект є особливо важливим для визначення стереохімії та регіохімії реакцій. Зворотня реакція - екстракція СО та алкенів, має фундаментальне значення в багатьох каталітичних циклах.
Широко використовуваними застосуваннями міграційного введення карбонільних груп є гідроформілювання та карбонільне виробництво оцтової кислоти. У першому випадку алкени, водень і монооксид вуглецю перетворюються на альдегіди.Виробництво оцтової кислоти шляхом карбонілювання відбувається за допомогою двох подібних промислових процесів. Більш традиційним є процес виробництва оцтової кислоти Monsanto на основі родію, але він був витіснений процесом Cativa на основі іридію  До 2002 року світове щорічне виробництво оцтової кислоти становило 6 мільйонів тонн, з яких приблизно 60% виробляється за допомогою процесу Cativa. 
Каталітичний цикл процесу Cativa, показаний вище, включає етапи введення та виведення. Реакція окислювального приєднання йодистого метилу з (1) включає формальне введення центру іридію(I) у зв’язок вуглець-йод, тоді як стадії (3) та (4) є прикладом міграційного введення монооксиду вуглецю в зв’язок іридій-вуглець. Активний каталізатор регенерується шляхом відновного видалення ацетил йоду з (4), реакції деінсерції. 

### Олефінова вставка
Введення етилену та пропілену в алкіли титану є наріжним каменем каталізу Циглера-Натта, комерційного шляху поліетилену та поліпропілену. Ця технологія в основному включає гетерогенні каталізатори, але широко вважається, що принципи та спостереження щодо гомогенних систем можуть бути застосовані і до систем у твердому стані. Пов’язані технології включають процес Shell Higher Olefin, який виробляє попередників багатьох мийних засобів .  Олефін може бути зкординований з металом перед введенням його у молекулу. Залежно від щільності/розміру ліганду металу, дисоціація ліганду може знадобитися. Це забезпечить гарну координаційну ділянку для олефіну. 

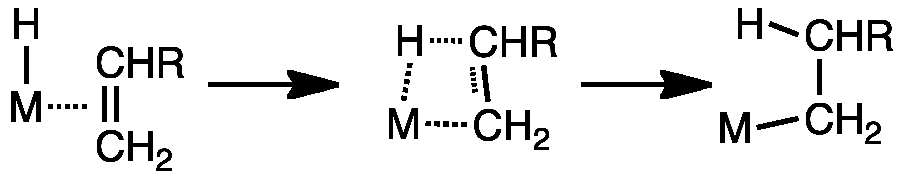
Міграційне вбудовування алкену в гідрид металу. Середнє зображення зображує перехідний стан. Зверніть увагу, що менш заміщений вуглець зв’язується з металом, принаймні зазвичай. Зворотна реакція називається елімінуванням бета-гідриду.

### Інші реакції включення в координаційній хімії
Багато електрофільних оксидів вставляються в метал-вуглецеві зв'язки; до них входять діоксид сірки, вуглекислий газ і оксид азоту. Ці реакції мають обмежене практичне значення, але мають довгу історію використання. Оксиди поводяться з алкілами перехідних металів як електрофіли та вставляються у зв’язок між металами та їх ,відносно нуклеофільними, алкільними лігандами.

## Інші значення
Загальний термін для процесів, що включають перенос гостя
(атома, йона чи молекули) в кристалічну ґратку господаря.
Синонім — вклинення.